# Diecezja Gaylord
Diecezja Gaylord (ang. Diocese of Gaylord, łac. Dioecesis Gaylordensis) – diecezja Kościoła rzymskokatolickiego w Stanach Zjednoczonych, w metropolii Detroit. Jej granice zdefiniowane zostały jako "21 północnych hrabstw Dolnego Półwyspu stanu Michigan". Została erygowana 19 grudnia 1970 roku. Patronką diecezji jest Matka Boża Karmelitańska.

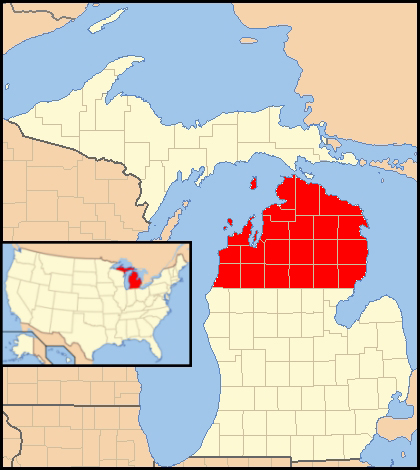
Granice diecezji na mapie stanu Michigan